# Fresnillo de las Dueñas
Fresnillo de las Dueñas település Spanyolországban, Burgos tartományban. Fresnillo de las Dueñas Aranda de Duero, Vadocondes, Santa Cruz de la Salceda, Fuentelcésped és Fuentespina községekkel határos. Lakosainak száma 693 fő (2024).

## Népesség
A település népessége az utóbbi években az alábbiak szerint változott:
| Lakosok száma | 316  | 349  | 363  | 460  | 517  | 626  | 637  | 660  | 695  | 693  |
|               | 2001 | 2004 | 2006 | 2009 | 2011 | 2014 | 2016 | 2019 | 2021 | 2024 |